# David Humar
David Humar, slovenski častnik, * 26. november 1968, Šempeter pri Gorici.
Brigadir Humar je 1. februarja 2011 prevzel poveljstvo 1. brigade Slovenske vojske.

## Življenjepis
Osnovno šolanje je končal na Osnovni šoli v Šempasu; v Sarajevu pa je leta 1987 končal Srednjo vojaško šolo rodov in služb kopenske vojske s činom vodnika. Leta 1990 je diplomiral še na Vojaški akademiji Kopenske vojske v Beogradu s činom podporočnika. Pozneje je opravil še tečaj za bataljonske poveljnike, generalštabni tečaj, magistriral na Industrijskem kolidžu oboroženih sil Nacionalne obrambne univerze ZDA in končal tudi tečaj za generale, admirale in veleposlanike na Natovem obrambnem kolidžu.
Od 24. julija 1991 je zaposlen v Teritorialni obrambi Republike Slovenije (TO RS). Sprva je bil referent za usposabljanje v 6. PŠTO, nato pa je leta 1992 postal namestnik poveljnika bataljona v Vipavi. Leta 1994 je postal pomočnik za operativno-učne zadeve v Šoli za častnike; med letoma 1996 in 1997 je bil tudi načelnik šole. Med letoma 1998 in 1999 je bil načelnik Poveljniško-štabne šole SV ter med letoma 1999 in 2001 načelnik Centra vojaških šol. V tem času je predaval taktiko, vojaško upravljanje in operativne veščine na vojaških šolah kot tudi na Fakulteti za družbene vede v Ljubljani. Napisal je tudi priročnik Pehotna (gorska, motorizirana) četa-vod : taktični priročnik za bojevanje (COBISS).
Leta 2002 je postal načelnik Združenega sektorja za kadre in izobraževanje (ZSKI) na Generalštabu SV (GŠSV). 1. oktobra 2005 je bil za šest mesecev poslan v Sarajevo, kjer je postal svetovalec za obrambne reforme Oboroženih sil Bosne in Hercegovine na vojaškem poveljstvu zveze Nato v Sarajevu. Po vrnitvi v Slovenijo je postal pomočnik načelnika GŠSV, odgovoren za srednjeročno načrtovanje sil.
Istega leta (2006) je pričel z vojaško-diplomatsko kariero, ko je postal vojaški predstavnik pri Zavezniškem poveljstvu za operacije (ACO) in Vrhovnem poveljstvu zavezniških sil v Evropi (SHAPE) v belgijskem Monsu; tu je ostal do maja 2010, ko je postal poveljnik Natovega poveljstva v Skopju (NATO HQSk) in višji vojaški predstavnik Nata v Makedoniji. S tem je postal prvi slovenski častnik, ki je poveljeval Natovi misiji. Istočasno je postal še poveljnik slovenskega kontingenta pri NATO HQSk, ki je bilo ustanovljeno 27. aprila istega leta.
Decembra 2010 je bil omejen kot eden izmed višjih poveljnikov SV, ki naj bi bili po navedbah Janeza Janše neprimerno povišani v visoke čine na podlagi političnega favoriziranja, o čemer so razpravljali tudi v državnozborskem odboru za obrambo. Sporna je bila njegova kariera v JLA in njegov pozni prestop v TO RS.
1. februarja 2011 je brigadir Humar prevzel poveljstvo 1. brigade Slovenske vojske.

## Osebno življenje
Je poročen in oče treh otrok.

## Odlikovanja in priznanja
- zlata medalja generala Maistra
- bronasta medalja Slovenske vojske: 12. maj 1999
- srebrna medalja Slovenske vojske: 24. oktober 2001
- zlata medalja Slovenske vojske
- »posebno priznanje za prizadevanja pri vključevanju Makedonije v NATO«: 2010[14]
- medalja generala Franca Rozmana Staneta: 7. oktober 2011[15]

## Napredovanja
Jugoslovanska ljudska armada
- vodnik: 1987
- podporočnik: 1990

Teritorialna obramba
Slovenska vojska
- major: 1997
- podpolkovnik: 1998
- polkovnik: 2003
- brigadir: 15. maj 2008[16]